# Ristananna Tracey
Ristananna Tracey (Kingston, Jamaica, 9 de mayo de 1992) es una atleta jamaicana, especialista en la prueba de 400 m vallas, con la que ha logrado ser medallista de bronce mundial en 2017.

## Carrera deportiva
En el Mundial de Londres 2017 gana la medalla de bronce en 400 m vallas, quedando por detrás de las estadounidenses Kori Carter y Dalilah Muhammad.